# I-33 (tàu ngầm Nhật)
I-33 là một tàu ngầm tuần dương lớp Type-B (巡潜乙型潜水艦 Junsen Otsu-gata sensuikan) được Hải quân Đế quốc Nhật Bản chế tạo trong giai đoạn ngay trước Chiến tranh Thế giới thứ hai. Nhập biên chế năm 1942, nó đã thực hiện một chuyến tuần tra trong khuôn khổ Chiến dịch Guadalcanal và tham gia trận chiến Đông Solomon trước khi bị đắm do tai nạn tại Truk vào tháng 9, 1942. Được trục vớt và đưa về Nhật Bản để sửa chữa, I-33 lại bị đắm do tai nạn khi chạy thử máy trong biển nội địa Seto vào tháng 6, 1944. Xác tàu đắm chỉ được trục vớt sau chiến tranh.

## Thiết kế và chế tạo

### Thiết kế
Tàu ngầm Type B được cải tiến từ phân lớp KD6 của lớp tàu ngầm Kaidai dẫn trước, và được trang bị một thủy phi cơ nhằm tăng cường khả năng trinh sát. Chúng có trọng lượng choán nước 2.631 tấn (2.589 tấn Anh) khi nổi và 3.713 tấn (3.654 tấn Anh) khi lặn, lườn tàu có chiều dài 108,7 m (356 ft 8 in), mạn tàu rộng 9,3 m (30 ft 6 in) và mớn nước sâu 5,1 m (16 ft 9 in). Con tàu có thể lặn sâu đến 100 m (328 ft), và có một thủy thủ đoàn đầy đủ bao gồm 94 sĩ quan và thủy thủ.
Type B1 trang bị hai động cơ diesel Kampon Mk.2 Model 10 công suất 6.200 mã lực phanh (4.623 kW), mỗi chiếc vận hành một trục chân vịt. Khi lặn, mỗi trục được vận hành bởi một động cơ điện công suất 1.000 mã lực (746 kW). Khi di chuyển trên mặt nước nó đạt tốc độ tối đa 23,6 hải lý trên giờ (43,7 km/h; 27,2 mph) và 8 hải lý trên giờ (15 km/h; 9,2 mph) khi lặn dưới nước, tầm xa hoạt động của Type B1 là 14.000 hải lý (26.000 km; 16.000 mi) ở tốc độ 16 hải lý trên giờ (30 km/h; 18 mph), và có thể lặn xa 96 nmi (178 km; 110 mi) ở tốc độ 3 hải lý trên giờ (5,6 km/h; 3,5 mph).
Những chiếc Type B1 có sáu ống phóng ngư lôi 53,3 cm (21,0 in), tất cả được bố trí trước mũi, và mang theo tổng cộng 17 quả ngư lôi Kiểu 95. Vũ khí trên boong tàu bao gồm khẩu hải pháo 14 cm (5,5 in), và hai pháo phòng không 25 mm Type 96. Hầm chứa máy bay được tích hợp vào tháp chỉ huy và hướng ra phía trước. Máy phóng máy bay được bố trí hướng ra phía trước, trong khi khẩu hải pháo trên boong đặt phía sau. Cách sắp xếp này giúp chiếc thủy phi cơ Yokosuka E14Y tận dụng tốc độ hướng ra trước của con tàu khi được phóng lên.

### Chế tạo
I-33 được đặt lườn như là chiếc Tàu ngầm số 146 tại xưởng tàu của hãng Mitsubishi ở Kobe vào ngày 21 tháng 2, 1940. Nó được đổi tên thành I-41 vào ngày 25 tháng 3, 1941 và hạ thủy vào ngày 1 tháng 5, 1941, rồi đổi tên thành I-33 vào ngày 1 tháng 11, 1941. Con tàu hoàn tất và nhập biên chế vào ngày 10 tháng 6, 1942, dưới quyền chỉ huy của Trung tá Hải quân Ogawa Tsunayoshi.

## Lịch sử hoạt động

### 1942
Ngay khi nhập biên chế, I-33 được phối thuộc cùng Quân khu Hải quân Kure. Vào ngày 10 tháng 6, 1942, nó cùng các tàu ngầm chị em I-31 và I-32 gia nhập Đội tàu ngầm 15, thuộc Hải đội Tàu ngầm 1, trực thuộc Đệ Lục hạm đội.

#### Chuyến tuần tra thứ nhất
Sau khi lực lượng Đồng Minh đổ bộ lên Guadalcanal, I-33 khởi hành từ Kure vào ngày 15 tháng 8 cho chuyến tuần tra đầu tiên trong chiến tranh tại khu vực quần đảo Solomon, hình thành nên tuyến canh phòng về phía Nam San Cristóbal. Khi trận chiến Đông Solomon diễn ra vào ngày 24 tháng 8, I-33 đang đi trên mặt biển khi nó bị một máy bay ném bom bổ nhào SBD-3 Dauntless Hải quân Hoa Kỳ xuất phát từ tàu sân bay USS Enterprise (CV-6) tấn công lúc 11 giờ 05 phút tại tọa độ 09°21′N 163°35′Đ / 9,35°N 163,583°Đ. Chiếc tàu ngầm đã lặn khẩn cấp nên tránh bị hư hại.
Vào ngày 26 tháng 8, I-33 được lệnh cùng các tàu ngầm I-11, I-15, I-17, I-19, I-26, I-174 và I-175 bố trí về phía Đông và Nam San Cristóbal để ngăn chặn lực lượng tăng viện và tiếp liệu Hoa Kỳ đến Guadalcanal. Lúc khoảng nữa đêm ngày 28 tháng 8, I-15 trông thấy một tàu chiến mà nó nhận định là một tàu sân bay ở vị trí về phía Đông San Cristóbal đang hướng xuống phía Nam, nên I-15, I-17 và I-33 được lệnh truy đuổi mục tiêu, nhưng đã không bắt gặp đối tượng. Hai ngày sau đó, I-33 phát hiện lực lượng đặc nhiệm đối phương, nhưng không thể đi đến vị trí để tấn công.
Vào ngày 10 tháng 9, I-33 được lệnh cùng các tàu ngầm I-9, I-15, I-17, I-19, I-21, I-24 và I-26 hình thành nên tuyến tuần tra giữa đảo Ndeni thuộc quần đảo Santa Cruz và San Cristóbal. Lúc 09 giờ 30 phút ngày 13 tháng 9, một thủy phi cơ Kawanishi H8K "Emily" phát hiện lực lượng đặc nhiệm Hoa Kỳ ở vị trí 345 nmi (639 km) về phía Đông Nam Tulagi, nên I-33 cùng với các tàu ngầm I-9, I-15, I-17, I-21, I-24, I-26 và I-31 được lệnh hình thành nên tuyến tuần tra tại khu vực này để đánh chặn. Đến ngày 20 tháng 9, I-33 được lệnh rời khu vực tuần tra để quay trở về căn cứ Truk, đến nơi vào ngày 25 tháng 9.

#### Bị đắm tại Truk
Vào ngày 26 tháng 9, tại căn cứ Truk, I-33 neo đậu cặp bên mạn tàu sửa chữa Urakami Maru; một nữa thủy thủ đoàn được nghỉ phép trên bờ, hạm trưởng của I-33 đang ở bên trên Urakami Maru, và sĩ quan hoa tiêu là chỉ huy cao cấp nhất trên tàu vàp lúc đó. Từ sáng sớm, ba kỹ sư từ Urakami Maru đã có mặt trên tàu để sửa chữa ống phóng ngư lôi số 6. Đến 09 giờ 21 phút, sĩ quan hoa tiêu cho phép mở van thùng dằn chính phía sau tàu để giúp cho việc sửa chữa dễ dàng hơn, bằng cách nâng cao phần mũi tàu và giảm nhẹ hiệu ứng do sóng đánh. Tuy nhiên, I-33 bị mất cân bằng và dây neo phía đuôi với bến tàu bị đứt khiến nước tràn vào cửa sập phòng ngư lôi phía trước, và chiếc tàu ngầm đắm chỉ trong vòng hai phút khiến 33 thành viên thủy thủ đoàn thiệt mạng.
Hoạt động cứu hộ lập tức được tiến hành. Thợ lặn tìm thấy I-33 dưới đáy vũng biển ở độ sâu 120 ft (37 m) và báo cáo một số thủy thủ của nó vẫn còn sống sót. Tuy nhiên do không có thiết bị cứu hộ phù hợp, bộ chỉ huy Đệ Lục hạm đội quyết định hủy bỏ hoạt động cứu hộ vào ngày hôm sau 27 tháng 9, và mở cuộc điều tra về nguyên nhân tai nạn.

#### Trục vớt
Vào ngày 30 tháng 9, Bộ Hải quân Nhật Bản ra lệnh trục vớt I-33, và Hạm đội Liên hợp chuyển tiếp mệnh lệnh này đến Đệ Tứ hạm đội vào ngày 2 tháng 10, vì Đệ Lục hạm đội không có phương tiện phù hợp. Công việc được tiến hành từ ngày 19 tháng 12, lườn I-33 được bơm khí nén và mũi tàu nổi lên được mặt nước; tuy nhiên một cửa nắp bị bung ra chỉ sau ba phút nên con tàu lại chìm xuống. Tàu cứu hộ tàu ngầm Mie Maru và tàu chở dầu Nippo Maru tiếp tục một nỗ lực khác vào ngày 25 tháng 12, và I-33 nổi trở lại vào ngày 29 tháng 12.

### 1943 - 1944

#### Sửa chữa
Nippo Maru kéo I-33 rời Truk vào ngày 2 tháng 3, 1943 để quay trở về Nhật Bản. Trên đường đi còn có các pháo hạm phụ trợ Chou Maru và Heijo Maru cùng tháp tùng đoàn tàu, và từ ngày 9 tháng 3 còn có sự tham gia của tàu khu trục Yūnagi. Các con tàu đi đến Saeki, Hiroshima vào ngày 17 tháng 3, và I-33 được kéo đến Kure để bắt đầu được sửa chữa tại Xưởng vũ khí Hải quân Kure từ ngày 18 tháng 3.
I-33 được phân về Đơn vị Phòng vệ Kure từ ngày 1 tháng 4, 1944. Đồng thời với việc sửa chữa, chiếc tàu ngầm còn được trang bị radar và bộ dò radar, và công việc kéo dài cho đến đầu tháng 5, 1944. Khi việc sửa chữa hoàn tất, nó được phân về Hải đội Tàu ngầm 11 trực thuộc Đệ Lục hạm đội vào ngày 1 tháng 6.

#### Bị đắm trong biển nội địa Seto
I-33 xuất phát từ Kure lúc 07 giờ 00 ngày 13 tháng 6 để hoàn tất việc chạy thử máy, tiến hành một loạt các đợt lặn trong biển nội địa Seto. Khi nó thực hiện đợt lặn thứ hai lúc 08 giờ 40 phút, van hút khí chính bên mạn phải đã không đóng lại, nên mọi khoang kín nước phía sau phòng điều khiển đều bị ngập nước. Thủy thủ đoàn tìm mọi cách đẩy nước ra khỏi thùng dằn chính, và mũi tàu trồi lên mặt nước khoảng mười phút sau khi bắt đầu lặn. Tuy nhiên việc ngập nước vẫn tiếp diễn nên chỉ vài giây sau đó con tàu lại chìm xuống đến đáy biển ở độ sâu 180 ft (55 m). Hạm trưởng I-33 cùng chín người khác bị mắc kẹt trong phòng điều khiển, và khi khoang này bắt đầu ngập nước, ông quyết định ở lại tàu nhưng ra lệnh cho những người khác rời tàu qua tháp chỉ huy. Tám người đã trồi lên mặt nước, nhưng hầu hết đã bị kiệt sức và đuối nước nên chỉ còn lại hai người sống sót bơi đến bờ. Mười ba người khác bị mắc kẹt tại khoang thủy thủ phía trước tàu, nơi cửa thoát hiểm bị kẹt không thể mở được; 12 người đã chết ngạt trước khi người cuối cùng tự sát. Tổng cộng 102 người đã thiệt mạng trong tai nạn này.
Vài giờ sau khi I-33 đắm, những người đánh cá phát hiện hai thủy thủ sống sót và đưa họ đến Mitohama, nơi tai nạn được báo cáo cho giới chức hải quân. Tàu tiếp liệu tàu ngầm Chōgei đến đón những người sống sót và đi đến hiện trường. Sang ngày hôm sau 14 tháng 6, máy bay tuần tra nhìn thấy vết dầu loang, nên dẫn đường cho Chōgei đến khu vực I-33 bị đắm. Thợ lặn của Chōgei phát hiện xác tàu đắm của I-33 vào ngày 15 tháng 6, tìm thấy xác hai người bị kẹt lại trên cầu tàu, đồng thời xác định nguyên nhân của tai nạn khi tìm thấy một mảnh gỗ đường kính 2 in (5,1 cm) bị rơi vào ống hút khí chính khi nó được sửa chữa tại Kure, làm kẹt van và gây ra ngập nước.
Một sàn lan trục vớt trang bị cần cẩu được gửi đến nơi vào ngày 16 tháng 6 để chuẩn bị trục vớt, nhưng một cơn bão đang đến gần khiến mọi nỗ lực cứu hộ và trục vớt phải dừng lại.  Việc điều tra nguyên nhân tai nạn không được xúc tiến, khi phần lớn các sĩ quan được chỉ định điều tra đã tử trận trong Chiến dịch quần đảo Mariana vào mùa Hè năm 1944.  Hải quân Đế quốc Nhật Bản xóa tên I-33 khỏi đăng bạ hải quân vào ngày 10 tháng 8, 1944.

## Trục vớt và tháo dỡ
Sau chiến tranh, công ty trục vớt Hokusei Sempaku bắt đầu các hoạt động nhằm trục vớt I-33 vào tháng 6, 1953. Công việc được tiến hành từ ngày 23 tháng 7 đến ngày 18 tháng 8, 1953. Họ khám phá rằng các khoang phía trước của tàu đã không bị ngập nước. Con tàu được tháo dỡ tại xưởng tàu của hãng Hitachi tại Innoshima, Hiroshima. 
Xác tàu đắm của I-33 sau khi trục vớt 30 tháng 9, 1953
- Tháp chỉ huy
- Phòng điều khiển
- Phòng ngư lôi
- Ghi chép để lại của thủy thủ tử nạn vào tháng 6, 1944.